# Coleochloa setifera
Coleochloa setifera là một loài thực vật có hoa trong họ Cói. Loài này được (Ridl.) Gilly mô tả khoa học đầu tiên năm 1943.

## Hình ảnh

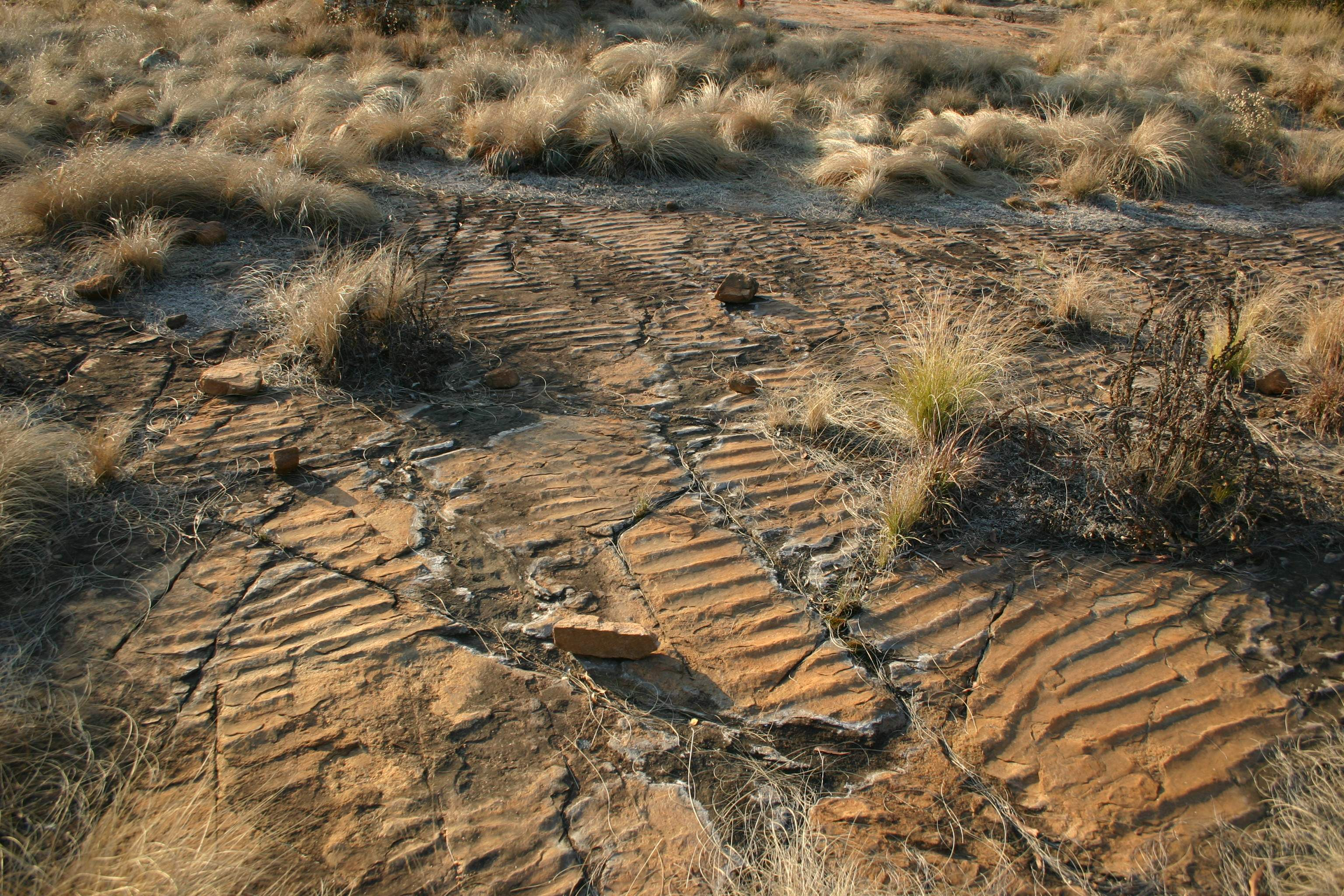
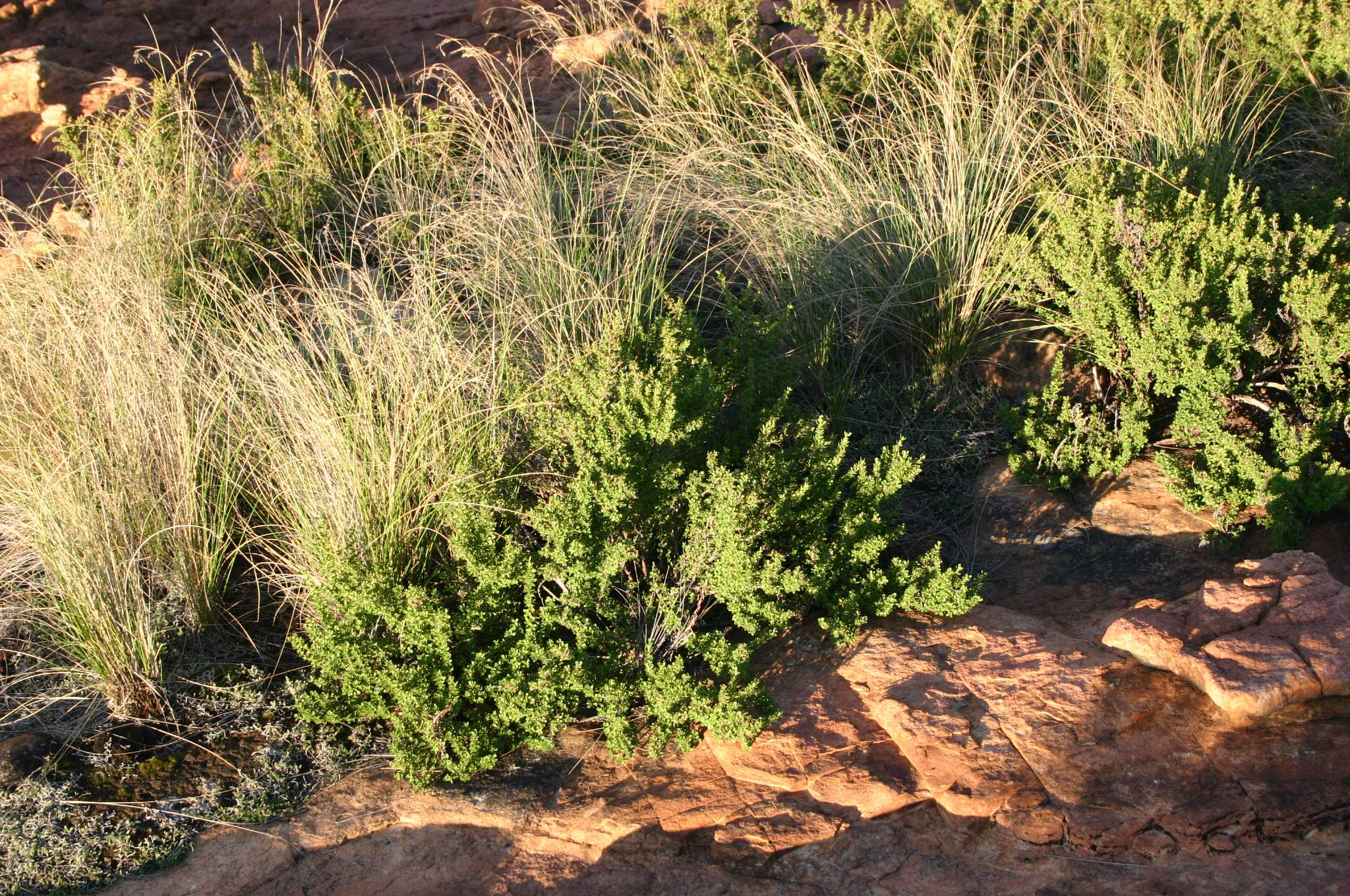